# Список Героев Советского Союза (Пантелькин — Перелёт)
В настоящем списке представлены в алфавитном порядке все Герои Советского Союза, чьи фамилии начинаются с буквы «П» (всего 940 человек, из которых 12 удостоены звания дважды и один — А. И. Покрышкин — трижды). Список содержит даты Указов Президиума Верховного Совета СССР о присвоении звания, информацию о роде войск, должности и воинском звании Героев на дату представления к присвоению звания Героя Советского Союза, годах их жизни.
- Персиковым цветом  в таблице выделены Герои, удостоенные звания дважды и более раз.
- Серым цветом  в таблице выделены Герои, представленные к званию посмертно.

| Навигационная таблица | Навигационная таблица                 |
| --------------------- | ------------------------------------- |
| «П»                   | Павкин Иван — Пантелеев Лев           |
| «П»                   | Пантелькин Анатолий — Перелёт Алексей |
| «П»                   | Перепелица Александр — Петрушин Иван  |
| «П»                   | Петрюк Василий — Плетенской Павел     |
| «П»                   | Плетнёв Пётр — Половинкин Александр   |
| «П»                   | Половинкин Валентин — Попов Николай   |
| «П»                   | Попов Павел — Просолов Иван           |
| «П»                   | Просяник Емельян — Пятяри Иван        |

| № п/п | Фамилия Имя Отчество                                                                 | Дата Указа            | Род войск    | Должность | Звание                                   | Годы жизни                                | БС ГС НЛ                        |
| ----- | ------------------------------------------------------------------------------------ | --------------------- | ------------ | --- | ---------------------------------------- | ----------------------------------------- | ------------------------------- |
| 116   | Пантелькин Анатолий Александрович                                                    | 18.08.1945            | авиация      | командир эскадрильи 116-го истребительного авиационного полка 295-й истребительной авиационной дивизии 17-й воздушной армии 3-го Украинского фронта | капитан                                  | 15.09.1919 — 14.03.1945                   | [ БС 1 ] [ ГС 1 ] [ НЛ 1 ]      |
| 117   | Панфилов Алексей Георгиевич                                                          | 18.08.1945            | авиация      | командир эскадрильи 198-го штурмового авиационного полка 233-й штурмовой авиационной дивизии 4-й воздушной армии 2-го Белорусского фронта | капитан                                  | 19.03.1920 — 02.10.1989                   | [ БС 1 ] [ ГС 2 ] [ НЛ 2 ]      |
| 118   | Панфилов Алексей Павлович                                                            | 29.05.1945            | генерал      | командир 3-го гвардейского танкового корпуса 2-го Белорусского фронта | гвардии генерал-лейтенант танковых войск | 17.05.1898 — 18.05.1966                   | [ БС 1 ] [ ГС 3 ] [ НЛ 3 ]      |
| 119   | Панфилов Василий Дмитриевич                                                          | 17.12.1941            | авиация      | командир эскадрильи 225-го ближнебомбардировочного авиационного полка 3-й резервной авиационной группы 4-й отдельной армии | лейтенант                                | 29.03.1915 — 26.11.1945                   | [ БС 1 ] [ ГС 4 ] [ НЛ 4 ]      |
| 120   | Панфилов Дмитрий Иванович                                                            | 24.03.1945            | танкист      | командир взвода танков Т-34 170-й танковой бригады 18-го танкового корпуса 2-го Украинского фронта | младший лейтенант                        | 15.10.1913 — 10.12.1985                   | [ БС 1 ] [ ГС 5 ] [ НЛ 5 ]      |
| 121   | Панфилов Иван Васильевич                                                             | 12.04.1942            | генерал      | командир 316-й стрелковой дивизии 16-й армии Западного фронта | генерал-майор                            | 13.01.1893 — 18.11.1941                   | [ БС 2 ] [ ГС 6 ] [ НЛ 6 ]      |
| 122   | Панфилов Михаил Михайлович                                                           | 26.10.1943            | артиллерия   | командир орудия 1669-го истребительно-противотанкового артиллерийского полка 7-й гвардейской армии Степного фронта | сержант                                  | 19.09.1915 — 01.07.1979                   | [ БС 3 ] [ ГС 7 ] [ НЛ 7 ]      |
| 123   | Панфилов Никандр Максимович                                                          | 13.09.1944            | пехота       | командир роты автоматчиков моторизованного батальона автоматчиков 51-й танковой бригады 3-го танкового корпуса 2-й танковой армии 2-го Украинского фронта | лейтенант                                | 24.09.1916 — 28.01.1991                   | [ БС 3 ] [ ГС 8 ] [ НЛ 8 ]      |
| 124   | Панченко Алексей Яковлевич укр. Панченко Олексій Якович                              | 29.10.1943            | пехота       | стрелок 1318-го стрелкового полка 163-й стрелковой дивизии 38-й армии Воронежского фронта | красноармеец                             | 23.03.1907 — 15.10.1943                   | [ БС 3 ] [ ГС 9 ] [ НЛ 9 ]      |
| 125   | Панченко Борис Константинович укр. Панченко Борис Костянтинович                      | 23.05.1945            | артиллерия   | командир миномётной батареи 493-го отдельного пулемётно-артиллерийского батальона 159-го укреплённого района 18-й армии 4-го Украинского фронта | лейтенант                                | 30.05.1915 — 05.11.1985                   | [ БС 3 ] [ ГС 10 ] [ НЛ 10 ]    |
| 126   | Панченко Григорий Филиппович укр. Панченко Григорій Пилипович                        | 28.04.1945            | генерал      | заместитель по строевой части командира 31-го гвардейского стрелкового корпуса 4-й гвардейской армии 3-го Украинского фронта | гвардии генерал-майор                    | 25.12.1900 — 27.06.1966                   | [ БС 4 ] [ ГС 11 ] [ НЛ 11 ]    |
| 127   | Панченко Дмитрий Иванович                                                            | 22.02.1944            | пехота       | командир взвода роты автоматчиков 936-го стрелкового полка 254-й стрелковой дивизии 52-й армии 2-го Украинского фронта | сержант                                  | 03.09.1905 — июнь 1944 (пропал без вести) | [ БС 5 ] [ ГС 12 ] [ НЛ 12 ]    |
| 128   | Панченко Иван Никифорович укр. Панченко Іван Никифорович                             | 28.04.1945            | пехота       | командир 8-го гвардейского стрелкового полка 4-й гвардейской стрелковой дивизии 4-й гвардейской армии 3-го Украинского фронта | гвардии полковник                        | 24.04.1904 — 21.09.1975                   | [ БС 5 ] [ ГС 13 ] [ НЛ 13 ]    |
| 129   | Панченко Константин Павлович                                                         | 23.02.1945            | авиация      | командир эскадрильи 565-го штурмового авиационного полка 224-й штурмовой авиационной дивизии 8-го штурмового авиационного корпуса 8-й воздушной армии 4-го Украинского фронта                                                                                          | старший лейтенант                        | 01.09.1919 — 25.01.1979                   | [ БС 5 ] [ ГС 14 ] [ НЛ 14 ]    |
| 130   | Панченко Михаил Тихонович укр. Панченко Михайло Тихонович                            | 29.10.1943            | инженер      | сапёр 842-го стрелкового полка 240-й стрелковой дивизии 38-й армии Воронежского фронта | красноармеец                             | 16.02.1911 — 13.06.1959                   | [ БС 5 ] [ ГС 15 ] [ НЛ 15 ]    |
| 131   | Панчешный Трофим Андреевич укр. Панчешний Трохим Андрійович                          | 20.12.1943            | комиссар     | заместитель по политической части командира 19-го отдельного моторизированного понтонно-мостового батальона 7-й гвардейской армии Степного фронта | капитан                                  | 22.07.1907 — 24.03.1996                   | [ БС 5 ] [ ГС 16 ] [ НЛ 16 ]    |
| 132   | Панчиков Василий Иванович                                                            | 14.03.1945            | танкист      | командир орудия танка 21-й гвардейской танковой бригады 5-го гвардейского танкового корпуса 6-й танковой армии 2-го Украинского фронта | гвардии младший сержант                  | 17.08.1925 — 11.12.1944                   | [ БС 5 ] [ ГС 17 ] [ НЛ 17 ]    |
| 133   | Паньков Василий Игнатьевич (Панков Василий Игнатьевич)                               | 24.03.1945            | пехота       | командир отделения 609-го стрелкового полка 139-й стрелковой дивизии 50-й армии 2-го Белорусского фронта | младший сержант                          | 27.09.1925 — 28.06.1944                   | [ БС 6 ] [ ГС 18 ] [ НЛ 18 ]    |
| 134   | Паньков Иван Кириллович                                                              | 21.07.1944            | пехота       | снайпер 300-го гвардейского стрелкового полка 99-й гвардейской стрелковой дивизии 7-й армии Карельского фронта | гвардии сержант                          | 22.06.1925 — 14.05.1992                   | [ БС 5 ] [ ГС 19 ] [ НЛ 19 ]    |
| 135   | Папанин Иван Дмитриевич                                                              | 27.06.1937 03.02.1940 | учёные       | начальник первой советской дрейфующей станции «Северный полюс-1» начальник Главсевморпути при Совете Министров СССР | —                                        | 26.11.1894 — 30.01.1986                   | ——                              |
| 136   | Папель Арнольд Оскарович эст. Pappel Arnold                                          | 26.10.1943            | артиллерия   | командир орудия 158-го гвардейского артиллерийского полка 78-й гвардейской стрелковой дивизии 7-й гвардейской армии Степного фронта | гвардии сержант                          | 05.04.1922 — 05.09.1983                   | [ БС 8 ] [ ГС 21 ] [ НЛ 20 ]    |
| 137   | Паперник Лазарь Хаймович                                                             | 21.07.1942            | нквд         | снайпер 2-го мотострелкового полка Отдельной мотострелковой бригады особого назначения НКВД СССР | красноармеец                             | 01.09.1918 — 23.01.1942                   | [ БС 8 ] [ ГС 22 ] [ НЛ 21 ]    |
| 138   | Папивин Николай Филиппович                                                           | 19.04.1945            | генерал      | командующий 3-й воздушной армией 1-го Прибалтийского фронта | генерал-полковник авиации                | 14.12.1903 — 19.04.1963                   | [ БС 8 ] [ ГС 23 ] [ НЛ 22 ]    |
| 139   | Папидзе Владимир Иванович груз. პაპიძე ვლადიმირი                                     | 24.03.1945            | пехота       | стрелок 1371-го стрелкового полка 414-й стрелковой дивизии Приморской армии 4-го Украинского фронта | красноармеец                             | 14.09.1900 — 14.11.1975                   | [ БС 8 ] [ ГС 24 ] [ НЛ 23 ]    |
| 140   | Папин Павел Андреевич                                                                | 29.06.1945            | десантники   | командир взвода роты автоматчиков 10-го гвардейского воздушно-десантного полка 3-й гвардейской воздушно-десантной дивизии 27-й армии 3-го Украинского фронта | гвардии старшина                         | 16.06.1905 — 12.03.1945                   | [ БС 8 ] [ ГС 25 ] [ НЛ 24 ]    |
| 141   | Папуашвили Георгий Ясонович груз. პაპუაშვილი გიორგი                                  | 24.03.1945            | пехота       | командир роты 311-го гвардейского стрелкового полка 108-й гвардейской стрелковой дивизии 46-й армии 2-го Украинского фронта | гвардии лейтенант                        | 20.06.1918 — 05.12.1944                   | [ БС 8 ] [ ГС 26 ] [ НЛ 25 ]    |
| 142   | Папулов Семён Васильевич                                                             | 16.10.1943            | пехота       | командир роты 360-го стрелкового полка 74-й стрелковой дивизии 13-й армии Центрального фронта | младший лейтенант                        | 1915 — 06.11.1943                         | [ БС 8 ] [ ГС 27 ] [ НЛ 26 ]    |
| 143   | Папышев Иван Петрович                                                                | 27.02.1945            | кавалерия    | командир разведывательного взвода 60-го гвардейского кавалерийского полка 16-й гвардейской кавалерийской дивизии 7-го гвардейского кавалерийского корпуса 69-й армии 1-го Белорусского фронта                                                                          | гвардии старшина                         | 10.03.1915 — 02.02.1999                   | [ БС 9 ] [ ГС 28 ] [ НЛ 27 ]    |
| 144   | Парадович Александр Иосифович                                                        | 22.02.1944            | пехота       | помощник командира взвода 41-й гвардейской отдельной разведывательной роты 39-й гвардейской стрелковой дивизии 8-й гвардейской армии 3-го Украинского фронта | гвардии сержант                          | 14.10.1920 — 13.12.2001                   | [ БС 10 ] [ ГС 29 ] [ НЛ 28 ]   |
| 145   | Парамонов Иван Григорьевич                                                           | 17.10.1943            | пехота       | командир взвода противотанковых ружей 1031-го стрелкового полка 280-й стрелковой дивизии 60-й армии Центрального фронта | лейтенант                                | 22.05.1912 — 29.09.1943                   | [ БС 10 ] [ ГС 30 ] [ НЛ 29 ]   |
| 146   | Парамонов Константин Ефимович                                                        | 22.02.1944            | пехота       | командир роты 185-го гвардейского стрелкового полка 60-й гвардейской стрелковой дивизии 6-й армии 3-го Украинского фронта | гвардии лейтенант                        | 03.06.1908 — 26.11.1943                   | [ БС 10 ] [ ГС 31 ] [ НЛ 30 ]   |
| 147   | Парамонов Павел Денисович                                                            | 24.03.1945            | артиллерия   | разведчик взвода управления 473-го артиллерийского полка 99-й стрелковой дивизии 46-й армии 2-го Украинского фронта | красноармеец                             | 25.10.1925 — 13.08.1970                   | [ БС 10 ] [ ГС 32 ] [ НЛ 31 ]   |
| 148   | Парахин Ефим Данилович                                                               | 29.06.1945            | авиация      | командир звена 226-го гвардейского бомбардировочного авиационного полка 13-й гвардейской бомбардировочной авиационной дивизии 2-го гвардейского бомбардировочного авиационного корпуса 18-й воздушной армии                                                            | гвардии капитан                          | 20.01.1913 — 08.04.1997                   | [ БС 10 ] [ ГС 33 ] [ НЛ 32 ]   |
| 149   | Парахневич Владимир Алексеевич бел. Парахневіч Уладзімір Аляксеевіч                  | 15.08.1944            | партизан     | активный участник партизанской борьбы в Белоруссии, командир диверсионной группы 537-го партизанский отряда 9-й партизанской бригады имени С. М. Кирова | —                                        | 18.01.1918 — 28.07.1980                   | [ БС 10 ] [ ГС 34 ] [ НЛ 33 ]   |
| 150   | Паращенко Феодосий Карпович укр. Паращенко Феодосій Карпович                         | 18.09.1943            | авиация      | командир звена 10-го гвардейского авиационного полка 3-й гвардейской авиационной дивизии 3-го гвардейского авиационного корпуса Авиации дальнего действия | гвардии капитан                          | 05.04.1919 — 26.10.1978                   | [ БС 10 ] [ ГС 35 ] [ НЛ 34 ]   |
| 151   | Пароваткин Дмитрий Николаевич                                                        | 23.09.1944            | артиллерия   | командир 16-й лёгкой артиллерийской бригады 3-й артиллерийской дивизии прорыва РГК в составе 1-й гвардейской армии 1-го Украинского фронта | полковник                                | 21.02.1908 — 08.07.1983                   | [ БС 11 ] [ ГС 36 ] [ НЛ 35 ]   |
| 152   | Парсегов Михаил Артемьевич (Парсегов Микаел Артемьевич) арм. Պարսեղով Միքայել        | 21.03.1940            | генерал      | начальник артиллерии 7-й армии Северо-Западного фронта | комдив                                   | 15.06.1899 — 27.04.1964                   | [ БС 12 ] [ ГС 37 ] [ НЛ 36 ]   |
| 153   | Парфёнов Афанасий Георгиевич                                                         | 24.03.1945            | танкист      | командир роты средних танков 25-й танковой бригады 29-го танкового корпуса 5-й гвардейской танковой армии 1-го Прибалтийского фронта | старший лейтенант                        | 14.04.1914 — 01.11.1944                   | [ БС 12 ] [ ГС 38 ] [ НЛ 37 ]   |
| 154   | Парфёнов Виктор Петрович                                                             | 20.05.1940            | пехота       | командир батальона 37-го стрелкового полка 56-й стрелковой дивизии 8-й армии Северо-Западного фронта | майор                                    | 1903 — 10.03.1940                         | [ БС 12 ] [ ГС 39 ] [ НЛ 38 ]   |
| 155   | Парфёнова Зоя Ивановна (Акимова Зоя Ивановна)                                        | 18.08.1945            | авиация      | заместитель командира эскадрильи 46-го гвардейского ночного бомбардировочного авиационного полка 325-й ночной бомбардировочной авиационной дивизии 4-й воздушной армии 2-го Белорусского фронта                                                                        | гвардии старший лейтенант                | 21.06.1920 — 07.04.1993                   | [ БС 12 ] [ ГС 40 ] [ НЛ 39 ]   |
| 156   | Парфилов Павел Васильевич укр. Парфилов Павло Васильович                             | 10.04.1945            | пехота       | командир взвода противотанковых ружей 110-го гвардейского стрелкового полка 38-й гвардейской стрелковой дивизии 70-й армии 2-го Белорусского фронта | гвардии лейтенант                        | 24.09.1923 — 02.02.1945                   | [ БС 13 ] [ ГС 41 ] [ НЛ 40 ]   |
| 157   | Пархоменко Никифор Михайлович укр. Пархоменко Никифор Михайлович                     | 22.07.1944            | артиллерия   | командир отделения разведки 122-го гвардейского артиллерийского полка 51-й гвардейской стрелковой дивизии 6-й гвардейской армии 1-го Прибалтийского фронта | гвардии старший сержант                  | 26.12.1919 — 15.07.1944                   | [ БС 14 ] [ ГС 42 ] [ НЛ 41 ]   |
| 158   | Пархоменко Николай Кириллович                                                        | 21.09.1943            | артиллерия   | командир орудия 124-го гвардейского артиллерийского полка 52-й гвардейской стрелковой дивизии 6-й гвардейской армии Юго-Западного фронта | гвардии младший сержант                  | 23.12.1919 — 13.02.1997                   | [ БС 14 ] [ ГС 43 ] [ НЛ 42 ]   |
| 159   | Пархомчук Ефим Онуфриевич укр. Пархомчук Юхим Онуфрійович                            | 20.04.1945            | морской флот | заместитель командира отделения противотанковых ружей 384-го отдельного батальона морской пехоты Одесской военно-морской базы Черноморского флота | краснофлотец                             | 01.06.1912 — 27.03.1944                   | [ БС 14 ] [ ГС 44 ] [ НЛ 43 ]   |
| 160   | Паршин Виктор Степанович                                                             | 15.01.1944            | танкист      | командир танкового взвода 32-й танковой бригады 29-го танкового корпуса 5-й гвардейской танковой армии Степного фронта | лейтенант                                | 1921 — 14.11.1943                         | [ БС 14 ] [ ГС 45 ] [ НЛ 44 ]   |
| 161   | Паршин Георгий Михайлович                                                            | 19.08.1944 19.04.1945 | авиация      | командир эскадрильи 943-го штурмового авиационного полка 277-й штурмовой авиационной дивизии 13-й воздушной армии Ленинградского фронта командир 943-го штурмового авиационного полка 277-й штурмовой авиационной дивизии 1-й воздушной армии 3-го Белорусского фронта | капитан майор                            | 23.05.1916 — 13.03.1956                   | [ БС 14 ] [ ГС 46 ] [ НЛ 45 ]   |
| 162   | Паршин Иван Иванович                                                                 | 06.04.1945            | артиллерия   | командир 969-го артиллерийского полка 60-й стрелковой дивизии 47-й армии 1-го Белорусского фронта | майор                                    | 28.12.1915 — 15.01.1945                   | [ БС 14 ] [ ГС 47 ] [ НЛ 46 ]   |
| 163   | Паршин Михаил Артамонович                                                            | 24.03.1945            | связисты     | связист 1849-го истребительно-противотанкового артиллерийского полка 31-й отдельной истребительно-противотанковой артиллерийской бригады 53-й армии 2-го Украинского фронта                                                                                            | красноармеец                             | 1925 — 18.09.1944                         | [ БС 14 ] [ ГС 48 ] [ НЛ 47 ]   |
| 164   | Паршин Николай Иванович                                                              | 13.09.1944            | пехота       | командир взвода автоматчиков 15-й мотострелковой бригады 16-го танкового корпуса 2-й танковой армии 2-го Украинского фронта | гвардии лейтенант                        | 03.09.1923 — 30.04.1945                   | [ БС 15 ] [ ГС 49 ] [ НЛ 48 ]   |
| 165   | Паршин Фёдор Игнатьевич                                                              | 26.10.1944            | авиация      | командир эскадрильи 128-го бомбардировочного авиационного полка 241-й бомбардировочной авиационной дивизии 3-го бомбардировочного авиационного корпуса 16-й воздушной армии 1-го Белорусского фронта                                                                   | капитан                                  | 27.09.1915 — после 1991                   | [ БС 16 ] [ ГС 50 ] [ НЛ 49 ]   |
| 166   | Паршин Юрий Константинович                                                           | 23.10.1942            | морской флот | стрелок 18-го отдельного батальона морской пехоты Береговой обороны Черноморского флота | краснофлотец                             | 1924 — 07.11.1941                         | ——                              |
| 167   | Паршуткин Тимофей Иванович                                                           | 21.07.1944            | пехота       | снайпер 363-го стрелкового полка 114-й стрелковой дивизии 7-й армии Карельского фронта | сержант                                  | 1896 — 06.07.1944                         | [ БС 16 ] [ ГС 52 ] [ НЛ 50 ]   |
| 168   | Парыгин Иван Александрович                                                           | 15.01.1944            | инженер      | командир сапёрного взвода 196-го отдельного сапёрного батальона 81-й стрелковой дивизии 61-й армии Центрального фронта | младший лейтенант                        | 13.04.1913 — 19.11.1977                   | [ БС 16 ] [ ГС 53 ] [ НЛ 51 ]   |
| 169   | Пасечник Артём Спиридонович укр. Пасічник Артем Спиридонович                         | 07.04.1940            | комиссар     | военком эскадрильи 44-го истребительного авиационного полка 54-й лёгкой авиационной бригады ВВС 7-й армии Северо-Западного фронта | старший политрук                         | 31.12.1914 — 11.03.1940                   | [ БС 16 ] [ ГС 54 ] [ НЛ 52 ]   |
| 170   | Пасов Николай Трофимович                                                             | 24.03.1945            | пехота       | командир роты 229-го стрелкового полка 8-й стрелковой дивизии 18-й армии 4-го Украинского фронта | лейтенант                                | 10.12.1914 — 08.07.1975                   | [ БС 16 ] [ ГС 55 ] [ НЛ 53 ]   |
| 171   | Пассар Александр Падалиевич                                                          | 23.08.1944            | пехота       | командир отделения пешей разведки 616-го стрелкового полка 194-й стрелковой дивизии 48-й армии 1-го Белорусского фронта | старший сержант                          | 13.01.1922 — 26.10.1988                   | [ БС 17 ] [ ГС 56 ] [ НЛ 54 ]   |
| 172   | Пасторов Юрий Викторович                                                             | 01.07.1944            | артиллерия   | командир дивизиона 504-го лёгкого артиллерийского полка 65-й лёгкой артиллерийской бригады 18-й артиллерийской дивизии 3-го артиллерийского корпуса прорыва РГК в составе 2-й ударной армии Ленинградского фронта                                                      | капитан                                  | 12.12.1919 — 18.03.1944                   | [ БС 18 ] [ ГС 57 ] [ НЛ 55 ]   |
| 173   | Пастухов Геннадий Фёдорович                                                          | 15.05.1946            | авиация      | командир звена 525-го штурмового авиационного полка 227-й штурмовой авиационной дивизии 8-го штурмового авиационного корпуса 8-й воздушной армии 4-го Украинского фронта                                                                                               | старший лейтенант                        | 04.03.1921 — 20.02.2004                   | [ БС 18 ] [ ГС 58 ] [ НЛ 56 ]   |
| 174   | Пастухов Дмитрий Тимофеевич                                                          | 27.06.1945            | инженер      | помощник командира взвода инженерно-минной роты 22-й гвардейской мотострелковой бригады 6-го гвардейского танкового корпуса 3-й гвардейской танковой армии 1-го Украинского фронта                                                                                     | гвардии старший сержант                  | 08.03.1923 — 07.04.1949                   | [ БС 18 ] [ ГС 59 ] [ НЛ 57 ]   |
| 175   | Пастырёв Пётр Иосифович                                                              | 27.02.1945            | пехота       | командир роты 221-го гвардейского стрелкового полка 77-й гвардейской стрелковой дивизии 69-й армии 1-го Белорусского фронта | гвардии капитан                          | 17.08.1921 — 16.02.1975                   | [ БС 18 ] [ ГС 60 ] [ НЛ 58 ]   |
| 176   | Пасынков Григорий Васильевич                                                         | 31.05.1944            | авиация      | заместитель командира эскадрильи 12-го гвардейского пикировочно-бомбардировочного авиационного полка 8-й минно-торпедной авиационной дивизии ВВС Балтийского флота | гвардии лейтенант                        | 12.09.1922 — 02.12.2004                   | [ БС 18 ] [ ГС 61 ] [ НЛ 59 ]   |
| 177   | Пасынок Иван Кузьмич                                                                 | 15.05.1946            | танкист      | командир танкового батальона 27-й гвардейской отдельной танковой бригады 7-й гвардейской армии 2-го Украинского фронта | гвардии капитан                          | 14.11.1916 — 09.11.1953                   | [ БС 18 ] [ ГС 62 ] [ НЛ 60 ]   |
| 178   | Пасько Алексей Афанасьевич укр. Пасько Олексій Афанасійович                          | 10.04.1945            | танкист      | старший механик-водитель танка ИС-1 13-го гвардейского отдельного тяжёлого танкового полка 4-й танковой армии 1-го Украинского фронта | гвардии младший техник-лейтенант         | 01.03.1916 — 04.04.1997                   | [ БС 18 ] [ ГС 63 ] [ НЛ 61 ]   |
| 179   | Пасько Евдокия Борисовна укр. Пасько Євдокія Борисівна                               | 26.10.1944            | авиация      | штурман эскадрильи 46-го гвардейского ночного бомбардировочного авиационного полка 325-й ночной бомбардировочной авиационной дивизии 4-й воздушной армии 2-го Белорусского фронта                                                                                      | гвардии старший лейтенант                | 30.12.1919 — 27.01.2017                   | [ БС 19 ] [ ГС 64 ] [ НЛ 62 ]   |
| 180   | Пасько Николай Фёдорович укр. Пасько Микола Федорович                                | 18.08.1945            | авиация      | командир эскадрильи 28-го гвардейского истребительного авиационного полка 5-й гвардейской истребительной авиационной дивизии 11-го истребительного авиационного корпуса 3-й воздушной армии 3-го Белорусского фронта                                                   | гвардии старший лейтенант                | 12.12.1918 — 16.07.1982                   | [ БС 20 ] [ ГС 65 ] [ НЛ 63 ]   |
| 181   | Патраков Александр Фёдорович                                                         | 16.10.1943            | инженер      | командир сапёрного взвода 603-го отдельного сапёрного батальона 322-й стрелковой дивизии 60-й армии Центрального фронта | младший лейтенант                        | 03.07.1910 — 15.07.1943                   | [ БС 20 ] [ ГС 66 ] [ НЛ 64 ]   |
| 182   | Патрин Алексей Фёдорович                                                             | 10.01.1944            | артиллерия   | командир 576-го артиллерийского полка 167-й стрелковой дивизии 38-й армии 1-го Украинского фронта | майор                                    | 02.05.1910 — 26.08.1959                   | [ БС 20 ] [ ГС 67 ] [ НЛ 65 ]   |
| 183   | Патрушев Иван Александрович                                                          | 19.04.1945            | артиллерия   | командир батареи СУ-76 1402-го самоходно-артиллерийского полка 43-й армии 3-го Белорусского фронта | лейтенант                                | 11.01.1918 — 22.10.1989                   | [ БС 20 ] [ ГС 68 ] [ НЛ 66 ]   |
| 184   | Пахальчук Фёдор Ефремович (Пахольчук Фёдор Ефремович) укр. Пахольчук Федір Єфремович | 22.07.1944            | морской флот | командир 2-го дивизиона катеров-тральщиков Охраны водного района Лужской военно-морской базы Балтийского флота | капитан 3-го ранга                       | 17.11.1916 — 24.01.2012                   | [ БС 20 ] [ ГС 69 ] [ НЛ 67 ]   |
| 185   | Паханов Николай Павлович                                                             | 03.06.1944            | пехота       | помощник командира взвода 737-го стрелкового полка 206-й стрелковой дивизии 47-й армии Воронежского фронта | старшина                                 | 21.12.1908 — 29.09.1943                   | [ БС 20 ] [ ГС 70 ] [ НЛ 68 ]   |
| 186   | Пахолюк Иван Арсентьевич укр. Пахолюк Іван Арсентійович                              | 16.11.1943            | артиллерия   | командир дивизиона 154-го гвардейского артиллерийского полка 76-й гвардейской стрелковой дивизии 61-й армии Центрального фронта | гвардии капитан                          | 22.09.1916 — 14.07.1967                   | [ БС 20 ] [ ГС 71 ] [ НЛ 69 ]   |
| 187   | Пахомов Алексей Константинович                                                       | 14.01.1952            | авиация      | заместитель начальника отдела управления боевой подготовки Военно-воздушных сил СССР | гвардии полковник                        | 10.03.1912 — 25.11.1968                   | ——                              |
| 188   | Пахомов Григорий Фёдорович                                                           | 27.06.1945            | кавалерия    | командир отделения противотанковых ружей 27-го гвардейского кавалерийского полка 7-й гвардейской кавалерийской дивизии 1-го гвардейского кавалерийского корпуса 1-го Украинского фронта                                                                                | гвардии сержант                          | 1906 — 04.02.1945                         | [ БС 22 ] [ ГС 73 ] [ НЛ 70 ]   |
| 189   | Пахомов Дмитрий Фёдорович                                                            | 27.02.1945            | танкист      | механик-водитель СУ-85 393-го гвардейского самоходно-артиллерийского полка 12-го гвардейского танкового корпуса 2-й гвардейской танковой армии 1-го Белорусского фронта                                                                                                | гвардии сержант                          | 11.03.1920 — 11.03.1945                   | [ БС 22 ] [ ГС 74 ] [ НЛ 71 ]   |
| 190   | Пахомов Пётр Михайлович                                                              | 30.10.1943            | пехота       | помощник командира взвода 20-й отдельной разведывательной роты 69-й стрелковой дивизии 65-й армии Центрального фронта | младший сержант                          | 20.03.1921 — 17.03.1993                   | [ БС 22 ] [ ГС 75 ] [ НЛ 72 ]   |
| 191   | Пахотищев Николай Дмитриевич                                                         | 29.06.1945            | авиация      | штурман эскадрильи 22-го гвардейского бомбардировочного авиационного полка 321-й бомбардировочной авиационной дивизии 8-й воздушной армии 4-го Украинского фронта | гвардии капитан                          | 09.11.1919 — 05.06.1980                   | [ БС 22 ] [ ГС 76 ] [ НЛ 73 ]   |
| 192   | Пацаев Виктор Иванович                                                               | 30.06.1971            | космонавт    | инженер-испытатель космического корабля «Союз-11» | —                                        | 19.06.1933 — 30.06.1971                   | ——                              |
| 193   | Пацюченко Валентин Фёдорович укр. Пацюченко Валентин Федорович                       | 23.09.1944            | артиллерия   | командир огневого взвода 272-го гвардейского миномётного полка 6-го гвардейского танкового корпуса 3-й гвардейской танковой армии 1-го Украинского фронта | гвардии лейтенант                        | 28.08.1924 — 04.01.1993                   | [ БС 22 ] [ ГС 78 ] [ НЛ 74 ]   |
| 194   | Пашин Пётр Лукьянович                                                                | 16.10.1943            | пехота       | пулемётчик 1087-го стрелкового полка 322-й стрелковой дивизии 13-й армии Центрального фронта | сержант                                  | 12.07.1916 — 14.08.1996                   | [ БС 22 ] [ ГС 79 ] [ НЛ 75 ]   |
| 195   | Паширов Валентин Дмитриевич                                                          | 10.01.1944            | танкист      | командир взвода танков Mk IX 74-го танкового полка 71-й механизированной бригады 9-го механизированного корпуса 3-й гвардейской танковой армии 1-го Украинского фронта                                                                                                 | лейтенант                                | 06.08.1924 — 06.11.1943                   | [ БС 23 ] [ ГС 80 ] [ НЛ 76 ]   |
| 196   | Пашкевич Алексей Васильевич                                                          | 23.02.1945            | авиация      | командир эскадрильи 63-го гвардейского истребительного авиационного полка 3-й гвардейской истребительной авиационной дивизии 1-го гвардейского истребительного авиационного корпуса 3-й воздушной армии 1-го Прибалтийского фронта                                     | гвардии майор                            | 24.12.1916 — 30.08.1967                   | [ БС 24 ] [ ГС 81 ] [ НЛ 77 ]   |
| 197   | Пашкевич Степан Афанасьевич бел. Пашкевіч Сцяпан Апанасавіч                          | 24.03.1945            | инженер      | командир отделения 7-го отдельного моторизированного понтонно-мостового батальона 1-й понтонно-мостовой бригады 46-й армии 2-го Украинского фронта | сержант                                  | 27.03.1921 — 07.03.2014                   | [ БС 24 ] [ ГС 82 ] [ НЛ 78 ]   |
| 198   | Пашков Александр Павлович                                                            | 31.05.1945            | морской флот | командир полуглиссера 1-го отдельного отряда полуглиссеров 1-й бригады речных кораблей Днепровской военной флотилии | старшина 1-й статьи                      | 25.12.1920 — 24.04.1945                   | [ БС 24 ] [ ГС 83 ] [ НЛ 79 ]   |
| 199   | Пашков Алексей Фёдорович                                                             | 20.12.1943            | артиллерия   | командир орудия 5-го гвардейского артиллерийского полка 10-й гвардейской воздушно-десантной дивизии 37-й армии Степного фронта | гвардии сержант                          | 17.03.1920 — 15.01.1998                   | [ БС 24 ] [ ГС 84 ] [ НЛ 80 ]   |
| 200   | Пашков Андрей Никитович                                                              | 06.04.1945            | танкист      | командир 220-й отдельной танковой бригады 5-й ударной армии 1-го Белорусского фронта | гвардии полковник                        | 27.08.1910 — 27.01.1945                   | [ БС 24 ] [ ГС 85 ] [ НЛ 81 ]   |
| 201   | Пашков Иван Дмитриевич                                                               | 27.06.1945            | авиация      | командир звена 82-го гвардейского бомбардировочного авиационного полка 1-й гвардейской бомбардировочной авиационной дивизии 6-го гвардейского бомбардировочного авиационного корпуса 2-й воздушной армии 1-го Украинского фронта                                       | гвардии старший лейтенант                | 05.12.1921 — 21.11.1993                   | [ БС 24 ] [ ГС 86 ] [ НЛ 82 ]   |
| 202   | Пащенко Анисим Павлович                                                              | 24.03.1945            | пехота       | командир разведывательного взвода 41-й гвардейской отдельной разведывательной роты 39-й гвардейской стрелковой дивизии 8-й гвардейской армии 1-го Белорусского фронта                                                                                                  | гвардии лейтенант                        | 01.06.1913 — 19.04.1945                   | [ БС 25 ] [ ГС 87 ] [ НЛ 83 ]   |
| 203   | Пащенко Иван Васильевич                                                              | 18.08.1945            | авиация      | командир звена 707-го штурмового авиационного полка 189-й штурмовой авиационной дивизии 10-го штурмового авиационного корпуса 17-й воздушной армии 3-го Украинского фронта                                                                                             | лейтенант                                | 15.02.1922 — 16.10.2014                   | [ БС 25 ] [ ГС 88 ] [ НЛ 84 ]   |
| 204   | Певнев Григорий Михайлович                                                           | 10.04.1945            | инженер      | командир взвода 282-го инженерно-сапёрного батальона 19-й инженерно-сапёрной бригады 13-й армии 1-го Украинского фронта | лейтенант                                | 28.11.1922 — 27.01.1945                   | [ БС 25 ] [ ГС 89 ] [ НЛ 85 ]   |
| 205   | Певунов Виктор Иванович укр. Певунов Віктор Іванович                                 | 22.02.1944            | артиллерия   | командир огневого взвода 288-го гвардейского стрелкового полка 94-й гвардейской стрелковой дивизии 69-й армии Степного фронта | гвардии лейтенант                        | 14.01.1923 — 31.08.1943                   | [ БС 25 ] [ ГС 90 ] [ НЛ 86 ]   |
| 206   | Пегов Григорий Иванович укр. Пєгов Григорій Іванович                                 | 24.03.1945            | танкист      | командир взвода танков Т-34 31-й танковой бригады 29-го танкового корпуса 5-й гвардейской танковой армии 1-го Прибалтийского фронта | младший лейтенант                        | 28.03.1919 — 07.05.2003                   | [ БС 25 ] [ ГС 91 ] [ НЛ 87 ]   |
| 207   | Педько Василий Фёдорович укр. Педько Василь Федорович                                | 26.10.1943            | инженер      | сапёр 92-го гвардейского отдельного сапёрного батальона 81-й гвардейской стрелковой дивизии 7-й гвардейской армии Степного фронта | гвардии ефрейтор                         | 1920 — 25.09.1943                         | [ БС 25 ] [ ГС 92 ] [ НЛ 88 ]   |
| 208   | Пейсаховский Наум Григорьевич                                                        | 31.05.1945            | пехота       | командир 164-го стрелкового полка 33-й стрелковой дивизии 3-й ударной армии 1-го Белорусского фронта | гвардии подполковник                     | 10.04.1909 — 24.08.1999                   | [ БС 25 ] [ ГС 93 ] [ НЛ 89 ]   |
| 209   | Пелевин Александр Васильевич                                                         | 29.06.1945            | инженер      | командир отделения 67-го отдельного сапёрного батальона 28-й стрелковой дивизии 22-й армии 2-го Прибалтийского фронта | старший сержант                          | 29.06.1915 — 23.12.1944                   | [ БС 25 ] [ ГС 94 ] [ НЛ 90 ]   |
| 210   | Пелипенко Владимир Спиридонович укр. Пелипенко Володимир Спиридонович                | 10.04.1945            | комиссар     | заместитель по политической части командира 24-го отдельного штурмового стрелкового батальона 59-й армии 1-го Украинского фронта | майор                                    | 21.07.1916 — 29.03.1994                   | [ БС 26 ] [ ГС 95 ] [ НЛ 91 ]   |
| 211   | Пенаки Зиновий Фёдорович укр. Пенакі Зиновій Федорович                               | 24.12.1943            | артиллерия   | старший разведчик-наблюдатель батареи управления 2-й гвардейской гаубичной артиллерийской бригады 1-й гвардейской артиллерийской дивизии прорыва РГК в составе 65-й армии Центрального фронта                                                                          | гвардии сержант                          | 07.11.1923 — 03.12.1995                   | [ БС 27 ] [ ГС 96 ] [ НЛ 92 ]   |
| 212   | Пеньков Иван Михайлович                                                              | 10.04.1945            | танкист      | командир танкового взвода 53-й гвардейской танковой бригады 6-го гвардейского танкового корпуса 3-й гвардейской танковой армии 1-го Украинского фронта | гвардии старший лейтенант                | 14.08.1916 — 04.11.1983                   | [ БС 27 ] [ ГС 97 ] [ НЛ 93 ]   |
| 213   | Пеньков Михаил Иванович                                                              | 26.10.1944            | авиация      | командир звена 431-го штурмового авиационного полка 299-й штурмовой авиационной дивизии 16-й воздушной армии 1-го Белорусского фронта | лейтенант                                | 25.07.1923 — 05.10.1944                   | [ БС 27 ] [ ГС 98 ] [ НЛ 94 ]   |
| 214   | Пеня Иван Николаевич укр. Пеня Іван Миколайович                                      | 26.10.1944            | артиллерия   | командир взвода управления батареи 128-го гвардейского артиллерийского полка 57-й гвардейской стрелковой дивизии 8-й гвардейской армии 1-го Белорусского фронта | гвардии старший лейтенант                | 05.01.1909 — 18.02.1987                   | [ БС 27 ] [ ГС 99 ] [ НЛ 95 ]   |
| 215   | Пенязьков Дмитрий Никандрович бел. Пенязькоў Дзмітрый Нікандравіч                    | 29.06.1945            | пехота       | командир взвода 358-го стрелкового полка 136-й стрелковой дивизии 70-й армии 2-го Белорусского фронта | лейтенант                                | 26.09.1922 — 03.11.2002                   | [ БС 27 ] [ ГС 100 ] [ НЛ 96 ]  |
| 216   | Пепеляев Евгений Георгиевич                                                          | 22.04.1952            | авиация      | командир 196-го истребительного полка 324-й истребительной авиационной дивизии 64-го истребительного авиационного корпуса | полковник                                | 18.03.1918 — 04.01.2013                   | ——                              |
| 217   | Пепеляев Николай Яковлевич                                                           | 27.06.1945            | артиллерия   | командир батареи мотострелкового батальона 17-й гвардейской механизированной бригады 6-го гвардейского механизированного корпуса 4-й гвардейской танковой армии 1-го Украинского фронта                                                                                | гвардии капитан                          | 22.05.1914 — 13.09.1988                   | [ БС 27 ] [ ГС 102 ] [ НЛ 97 ]  |
| 218   | Первухин Алексей Георгиевич                                                          | 13.09.1944            | пехота       | командир пулемётного расчёта 60-го гвардейского стрелкового полка 20-й гвардейской стрелковой дивизии 37-й армии 3-го Украинского фронта | гвардии сержант                          | 30.03.1919 — 27.03.1944                   | [ БС 28 ] [ ГС 103 ] [ НЛ 98 ]  |
| 219   | Первушин Александр Николаевич                                                        | 17.10.1943            | пехота       | стрелок 383-го стрелкового полка 121-й стрелковой дивизии 60-й армии Центрального фронта | ефрейтор                                 | 18.10.1923 — 15.09.1981                   | [ БС 28 ] [ ГС 104 ] [ НЛ 99 ]  |
| 220   | Перевёрткин Семён Никифорович                                                        | 29.05.1945            | генерал      | командир 79-го стрелкового корпуса 3-й ударной армии 1-го Белорусского фронта | генерал-майор                            | 21.07.1905 — 17.05.1961                   | [ БС 28 ] [ ГС 105 ] [ НЛ 100 ] |
| 221   | Перевертнюк Ефрем Климович укр. Перевертнюк Єфрем Климович                           | 10.04.1945            | пехота       | командир стрелкового взвода 16-й гвардейской механизированной бригады 6-го гвардейского механизированного корпуса 4-й гвардейской танковой армии 1-го Украинского фронта                                                                                               | гвардии лейтенант                        | 15.05.1915 — 17.12.1980                   | [ БС 28 ] [ ГС 106 ] [ НЛ 101 ] |
| 222   | Перевозников Андрей Тимофеевич                                                       | 22.02.1944            | пехота       | командир взвода 1118-го стрелкового полка 333-й стрелковой дивизии 6-й армии 3-го Украинского фронта | лейтенант                                | 1911 — 07.02.1944                         | [ БС 28 ] [ ГС 107 ] [ НЛ 102 ] |
| 223   | Перевозный Михаил Иванович укр. Перевозний Михайло Іванович                          | 26.10.1943            | артиллерия   | начальник штаба 1848-го истребительно-противотанкового артиллерийского полка 30-й отдельной истребительно-противотанковой бригады РГК в составе 7-й гвардейской армии Степного фронта                                                                                  | гвардии капитан                          | 07.05.1918 — 19.09.1944                   | [ БС 28 ] [ ГС 108 ] [ НЛ 103 ] |
| 224   | Перевозченко Николай Иванович укр. Перевозченко Микола Іванович                      | 13.11.1943            | артиллерия   | командир батареи 136-го гвардейского артиллерийского полка 68-й гвардейской стрелковой дивизии 40-й армии Воронежского фронта | гвардии лейтенант                        | 03.05.1920 — 04.01.2002                   | [ БС 28 ] [ ГС 109 ] [ НЛ 104 ] |
| 225   | Перегуда Пётр Устинович укр. Перегуда Петро Устинович                                | 21.03.1940            | пехота       | командир роты 331-го стрелкового полка 100-й стрелковой дивизии 7-й армии Северо-Западного фронта | лейтенант                                | 20.08.1913 — 21.02.1985                   | [ БС 29 ] [ ГС 110 ] [ НЛ 105 ] |
| 226   | Перегудов Александр Яковлевич                                                        | 29.10.1943            | пехота       | командир отделения 465-го стрелкового полка 167-й стрелковой дивизии 38-й армии Воронежского фронта | сержант                                  | 20.04.1923 — 20.05.1944                   | [ БС 30 ] [ ГС 111 ] [ НЛ 106 ] |
| 227   | Перегудов Алексей Иванович                                                           | 04.02.1944            | авиация      | штурман эскадрильи 34-го гвардейского бомбардировочного авиационного полка 276-й бомбардировочной авиационной дивизии 13-й воздушной армии Ленинградского фронта | гвардии капитан                          | 12.03.1913 — 30.09.1943                   | [ БС 30 ] [ ГС 112 ] [ НЛ 107 ] |
| 228   | Передерий Иосиф Антонович укр. Передерій Йосип Антонович                             | 24.03.1945            | танкист      | механик водитель танка Т-34 66-й гвардейской танковой бригады 12-го гвардейского танкового корпуса 2-й гвардейской танковой армии 1-го Белорусского фронта | гвардии старшина                         | 16.09.1913 — 31.05.1975                   | [ БС 30 ] [ ГС 113 ] [ НЛ 108 ] |
| 229   | Перекальский Степан Николаевич                                                       | 28.04.1943            | пехота       | исполняющий должность командира 322-й стрелковой дивизии 60-й армии Воронежского фронта | подполковник                             | 20.12.1898 — 08.02.1943                   | [ БС 30 ] [ ГС 114 ] [ НЛ 109 ] |
| 230   | Перекрестов Григорий Никифорович укр. Перекрестов Григорій Никифорович               | 08.09.1945            | генерал      | командир 65-го стрелкового корпуса 5-й армии 1-го Дальневосточного фронта | генерал-майор                            | 17.01.1904 — 13.07.1992                   | [ БС 30 ] [ ГС 115 ] [ НЛ 110 ] |
| 231   | Перелёт Алексей Дмитриевич укр. Переліт Олексій Дмитрович                            | 04.06.1954            | авиация      | лётчик-испытатель ОКБ А. Н. Туполева | майор                                    | 14.01.1914 — 11.05.1953                   | ——                              |

| Навигационная таблица | Навигационная таблица                 |
| --------------------- | ------------------------------------- |
| «П»                   | Павкин Иван — Пантелеев Лев           |
| «П»                   | Пантелькин Анатолий — Перелёт Алексей |
| «П»                   | Перепелица Александр — Петрушин Иван  |
| «П»                   | Петрюк Василий — Плетенской Павел     |
| «П»                   | Плетнёв Пётр — Половинкин Александр   |
| «П»                   | Половинкин Валентин — Попов Николай   |
| «П»                   | Попов Павел — Просолов Иван           |
| «П»                   | Просяник Емельян — Пятяри Иван        |